# Стрельцов Георгій Михайлович
Георгій Михайлович Стрельцов (21 листопада 1901, село Лєпьошкіно Севського повіту Орловської губернії, тепер Брянської області, Російська Федерація — 1947, виправно-трудовий табір міста Ніколаєвська-на-Амурі, Російська Федерація) — радянський діяч, відповідальний секретар Севського повітового комітету РКП(б) Орловської губернії, член ВЦВК. Член Центральної контрольної комісії ВКП(б) у 1927—1934 роках. Член Комісії радянського контролю при РНК СРСР у 1934—1937 роках.

## Життєпис
Народився в родині селянина-бідняка. У 1912 році закінчив Лєпьошкінську сільську школу Севського повіту Орловської губернії.
З березня 1913 по листопад 1914 року — пастух у поміщика Чернічина. З листопада 1914 по лютий 1916 року — селянин у власному сільському господарстві в селі Лєпьошкіно.
У березні 1916 — липні 1917 року — учень писаря, діловод Селеченської волосної земельної управи Севського повіту Орловської губернії.
З серпня по листопад 1917 року — селянин у власному сільському господарстві в селі Лєпьошкіно.
У грудні 1917 — лютому 1919 року — секретар виконавчого комітету Селеченської волосної ради Севського повіту Орловської губернії.
Член РКП(б) з серпня 1918 року.
У лютому — квітні 1919 року — діловод Севського повітового продовольчого комітету Орловської губернії.
У квітні — червні 1919 року — доброволець комуністичного загону РСЧА на Східному (Колчаківському) фронті.
У липні — серпні 1919 року — курсант партійної школи в місті Орлі.
У вересні — листопаді 1919 року — боєць 1-го стрілецького полку 14-ї армії РСЧА на Південному (Денікінському) фронті.
У листопаді 1919 — лютому 1920 року — технічний секретар Севського повітового комітету РКП(б).
З лютого по квітень 1920 року навчався в Комуністичному університеті імені Свердлова в Москві.
У травні — жовтні 1920 року — відповідальний секретар Севського повітового комітету РКП(б) Брянської губернії.
У жовтні 1920 — травні 1921 року — політичний керівник, військовий комісар 35-го відділення експлуатаційної роти зв'язку 14-ї армії РСЧА на Західному (Польському) фронті.
З червня по липень 1921 року — слухач курсів зв'язківців у місті Гжатську Смоленської губернії.
У липні — серпні 1921 року — помічник завідувача клубу Вищих технічних курсів у Москві.
У вересні 1921 — серпні 1923 року — слухач вечірнього Пречистенського робітничого факультету імені Бухаріна в Москві.
У липні — грудні 1923 року — студент Петровської сільськогосподарської академії в Москві.
У грудні 1923 — жовтні 1924 року — студент Московського індустріально-педагогічного інституту імені Лібнехта.
У жовтні 1924 — серпні 1930 року — слухач підготовчого відділення, студент економічного Інституту червоної професури, одночасно в.о. декана підготовчого відділення, відповідальний секретар партійного осередку Інституту червоної професури в Москві.
З вересня по листопад 1930 року — член, у грудні 1930 — лютому 1934 року — керівник групи машинобудування Центральної контрольної комісії ВКП(б) — Народного комісаріату робітничо-селянської інспекції СРСР. Одночасно з 1931 по 1934 рік — член колегії Народного комісаріату робітничо-селянської інспекції СРСР.
У березні 1934 — грудні 1935 року — заступник керівника групи важкої промисловості Комісії радянського контролю при РНК СРСР. У грудні 1935 — березні 1936 року — член групи будівництва і будівельних матеріалів Комісії радянського контролю при РНК СРСР.
У березні 1936 — березні 1937 року — заступник уповноваженого Комісії радянського контролю при РНК СРСР по Ленінграду і Ленінградській області.
У березні — травні 1937 року — в.о. уповноваженого, в травні — червні 1937 року — уповноважений Комісії радянського контролю при РНК СРСР по Свердловській області.
29 червня 1937 року заарештований органами НКВС у Москві. Засуджений Воєнною колегією Верховного суду СРСР 27 вересня 1938 року до десяти років виправно-трудових таборів.
З липня 1939 по вересень 1941 року перебував у Північно-Східному виправно-трудовому таборі НКВС СРСР у Магадані. 21 вересня 1941 року етапований до виправно-трудового табору НКВС СРСР у місті Ніколаєвську-на-Амурі Хабаровського краю.
Помер у виправно-трудовому таборі в 1947 році.
24 березня 1956 року реабілітований, 6 квітня 1956 року посмертно відновлений у партії.